# Nico Fidenco (album)
Nico Fidenco è il primo album del cantante italiano Nico Fidenco, stampato dall'etichetta romana RCA nel 1962. È sostanzialmente una raccolta di successi già editi su singolo e due inediti: Mondo meraviglioso (successivamente pubblicato su singolo come lato B insieme a Tutta la gente) e Nell'orsa maggiore (mai stampata su 45 giri).

## Tracce
- What a sky
- Una voce d'angelo
- Tornerai... Suzie
- La scala di seta
- Trust Me
- Mondo meraviglioso
- Exodus
- Tra le piume di una rondine
- Legata a un granello di sabbia
- Just that Same Old Line
- Come nasce un amore
- Nell'orsa maggiore